# Linnean Society of London
La Società linneana di Londra, in inglese Linnean Society of London, è la maggiore associazione del mondo per lo studio e la diffusione della tassonomia e della storia naturale.
La società è stata fondata nel 1788, il nome le fu dato in onore al celebre naturalista svedese Carl von Linné(italianizzato in Carlo Linneo). La sede delle società è nel Burlington House, un prestigioso edificio in stile palladiano del XVII secolo situato a Piccadilly, Londra.
Tra le sue attività figurano l'organizzazione di congressi ed eventi e la pubblicazione di alcuni periodici come: 
- Biological Journal of the Linnean Society - un periodico dedicato alla biologia
- Botanical Journal of the Linnean Society - dedicato alla botanica
- Zoological Journal of the Linnean Society - dedicato alla zoologia
- The Linnean - un trimestrale informativo sulle attività della società

Nel 1784 Sir James Edward Smith, primo presidente della società, acquistò le collezioni botaniche e zoologiche di Linné; tali collezioni, che comprendono 14.000 piante, 158 pesci, 1564 molluschi, 3198 insetti, 1600 libri e 3000 lettere e documenti vari, sono tuttora detenute dalla società e sono visitabili su richiesta.
Anche la collezione di piante Smith è di proprietà della società ed è stata classificata dallo Smith Herbarium Project presso il National Museums Liverpool dove sono stati ripuliti e restaurati circa 6000 esemplari.

## Premi e onorificenze
La società conferisce i seguenti premi e medaglie:
- Medaglia Linneana, istituita nel 1888 in occasione del centenario è l'onorificenza più prestigiosa della società e viene conferita annualmente alternativamente ad un botanico o a un zoologo oppure ad entrambi nello stesso anno, quest'ultimo uso è entrato in vigore dal 1958.
- Premio H. H. Bloomer, istituito nel 1963 tramite un lascito del naturalista Harry Howard Bloomer, viene conferito a studiosi non professionisti che abbiano apportato un contributo significativo alla biologia
- Premio del Bicentenario, istituito nel 1978 in occasione del bicentenario della morte di Linné, il premio viene conferito annualmente come riconoscimento al lavoro di uno studioso sotto i 40 anni
- Premio Jill Smythies, istituito nel 1986 e conferito per illustrazioni botaniche
- Premio Irene Manton, istituito nel 1990 per premiare la miglior tesi discussa nel Regno Unito sulla botanica dell'anno accademico.
- Medaglia Darwin-Wallace, istituita nel 1908 e conferita ogni 50 anni per premiare i maggiori contributi nella biologia evoluzionista.

## Altre società linneane
La Linnean Society of London ispirò la fondazione di altre società linneane:
Australia
- Linnean Society of New South Wales

Canada
- Société linnéenne du Québec

Francia
- La Société Linnéenne de la Seine maritime
- Société linnéenne de Lyon
- Société linnéenne de Provence
- Société Linnéenne de Bordeaux
- Société Linnéenne de Normandie

Svezia
- The Swedish Linnaeus Society

Stati Uniti
- The Linnean Society of Lake Superior, Inc.
- The Linnaean Society of New York